# マテウス・エンヒキ・ジ・ソウザ
マテウス・エンヒキ（Matheus Henrique）ことマテウス・エンヒキ・ジ・ソウザ（ポルトガル語: Matheus Henrique de Souza、1997年12月19日 - ）は、ブラジルのサッカー選手。ポジションはMF。

## クラブ歴
グレミオFBPAの下部組織から2015年にADサンカエターノに移籍。たが、2017年に期限付き移籍でグレミオFBPAに復帰。2018年9月に完全移籍で再びグレミオFBPAの選手となった。

## 代表歴
U-23代表として第47回トゥーロン国際大会に参加し得点を決めた。